# Hamed Talebi Zarrinkamar
Hamed Talebi Zarrinkamar (pers. حامد طالبي زرين کمر; ur. 24 lipca 1991) – irański zapaśnik walczący w stylu wolnym. Zajął siódme miejsce na mistrzostwach Azji w 2014. Triumfator Pucharu Świata w 2014. Mistrz świata juniorów w 2011 roku.